# Indotritia bellingeri
Indotritia bellingeri är en kvalsterart som beskrevs av Wojciech Niedbała och Schatz 1996. Indotritia bellingeri ingår i släktet Indotritia och familjen Oribotritiidae. Inga underarter finns listade i Catalogue of Life.